# 富澤勝行
富澤 勝行（とみざわ かつゆき、1980年6月20日 - 2010年3月18日）は、元競輪選手。日本競輪選手会千葉支部に在籍していた。

## 来歴
日本競輪学校第85期生で、在校競走成績は7位（42勝）。
2000年8月10日、松戸競輪場でデビュー。初勝利も同日。
2001年、ルーキーチャンピオンレース（小倉競輪場）に出場し4着。この他、ふるさとダービー2回、東日本王座戦1回の出場歴がある。
2010年3月18日午前10時15分ごろ、千葉県印旛郡栄町三和の国道356号で、大型トラックと衝突。病院に運ばれたものの、頭の骨を折るなどしており、約3時間後に死亡が確認された。29歳没。警察の調べによると、対向車線側の歩道を他の競輪選手5人と一緒に走行。その際に車道との間のポールに接触してバランスを崩し、前から来た大型トラックに衝突したと見られている。
選手登録削除は2010年3月19日。通算戦績739戦202勝、優勝23回。